# Bill Alsup
Bill Alsup, född 15 juli 1938 i Honolulu, Hawaii, död 9 augusti 2016 nära Silverton, Colorado, var en amerikansk racerförare.

## Racingkarriär
Alsup blev årets rookie i CART 1979, och blev sedan tvåa i mästerskapet 1981 med Penske Racing, vilket var hans enda säsong i ett toppteam. Han drev även sitt eget team Alsup Racing, men nådde inte resultat med sitt eget projekt, och lämnade CART under säsongen 1984. Han tog tre tredjeplatser i deltävlingar i mästerskapet.

## Champ Car

### Tredjeplatser
| Nr | Bana         | År   |
| -- | ------------ | ---- |
| 1  | Mid-Ohio     | 1980 |
| 2  | Riverside    | 1981 |
| 3  | Watkins Glen | 1981 |